# Opatowiec
Opatowiec is een stad in het Poolse woiwodschap Święty Krzyż, in het district Kazimierski. De plaats maakt deel uit van de gemeente Opatowiec en telt 338 inwoners. Het is de kleinste stad van Polen. 

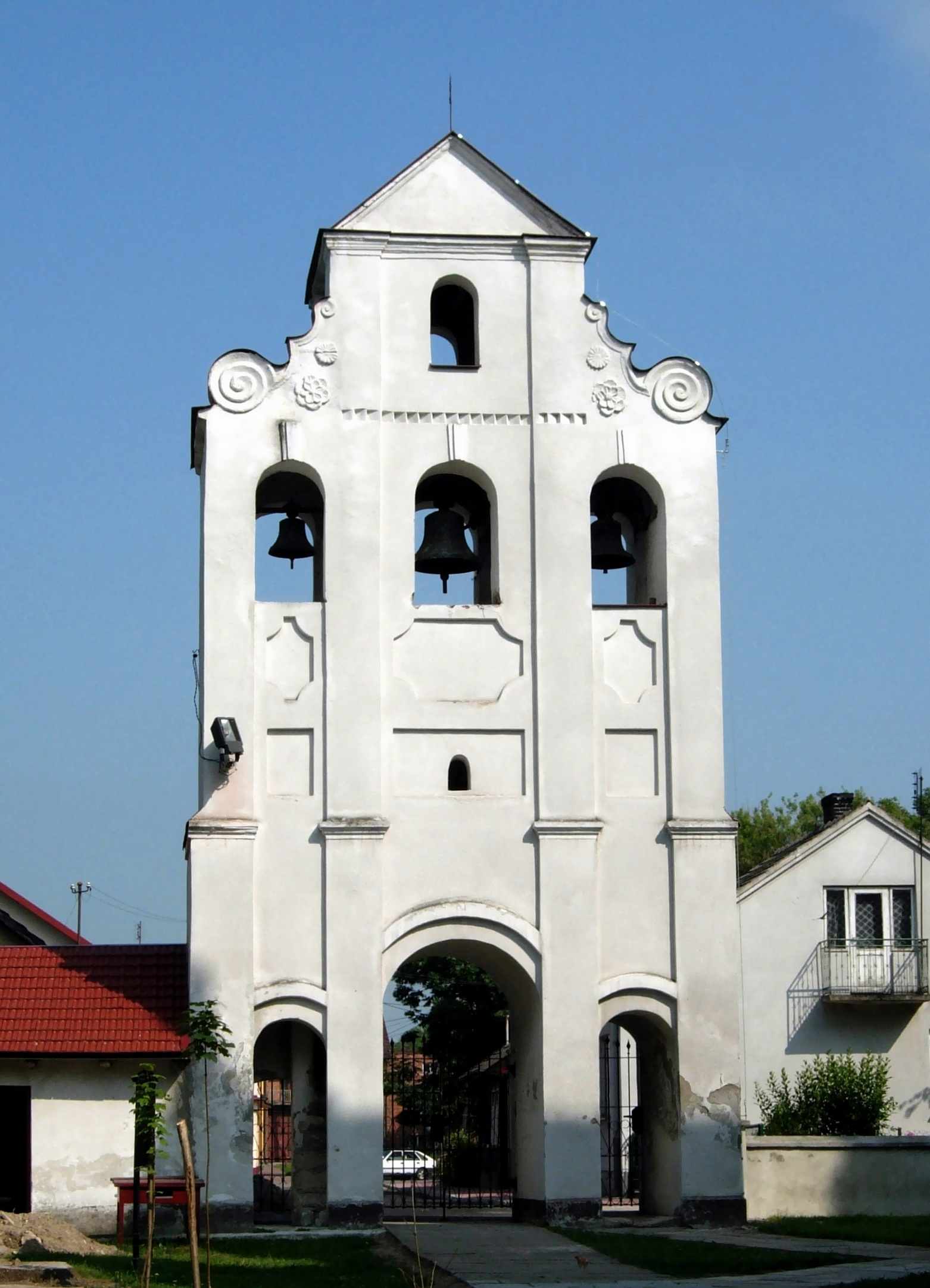
Dzwonnica kościoła św. Jakuba

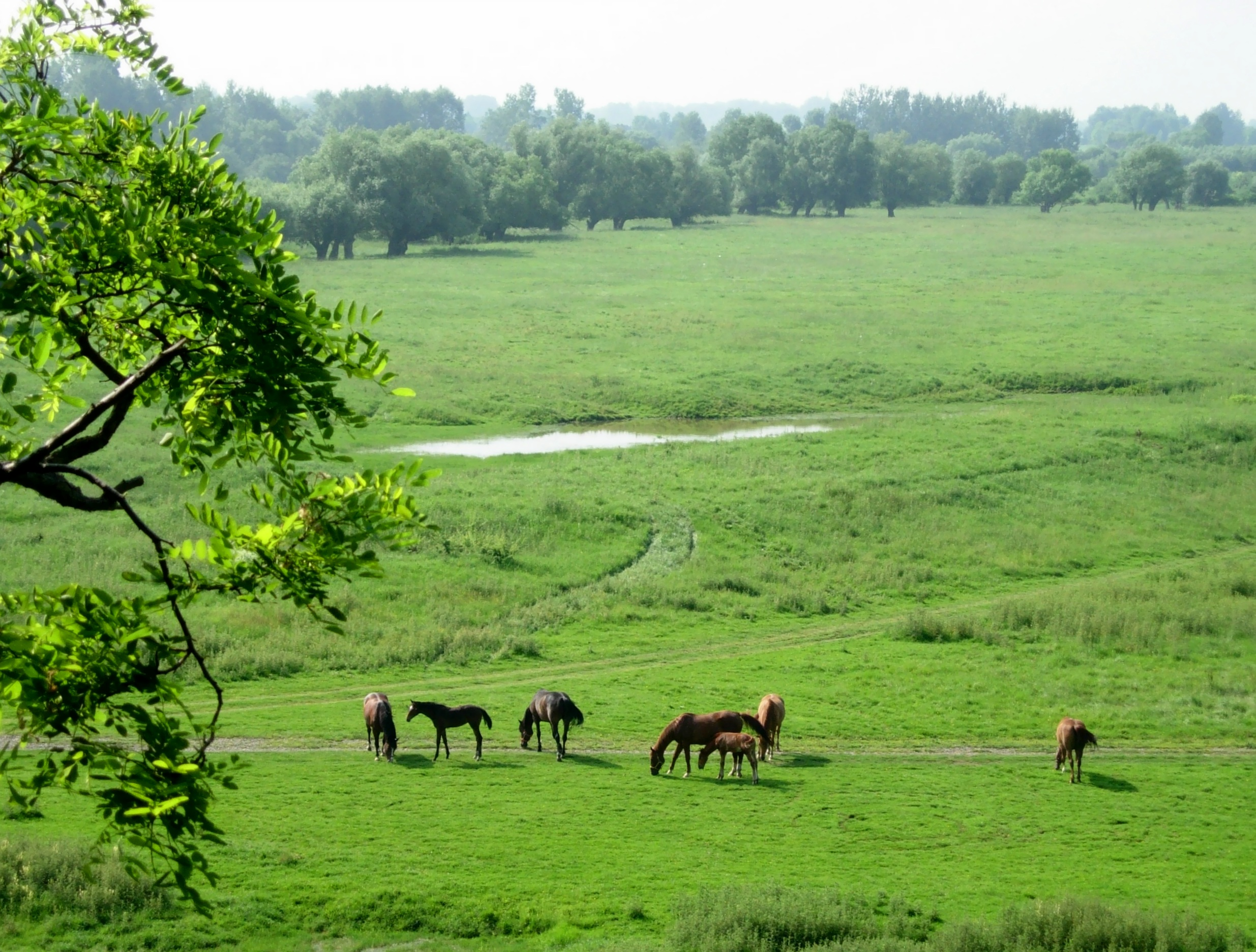
Krajobraz okolic Opatowca